# Silicato (mineralogia)
Os minerais silicatados ou simplesmente silicatos constituem a maior e mais importante classe de minerais constituintes das rochas. Classificam-se de acordo com a estrutura do seu grupo aniônico silicato, dependendo da razão entre seus átomos de silício e oxigênio. 
Subclasses:

## Nesossilicatos
Nesossilicatos (ou ortossilicatos) têm tetraedros [SiO4]4- isolados e ligados entre si por catiões intersticiais.
Silicatos com grupos de tetraedros SiO4 isolados e unidos entre si somente por ligações iónicas, através de catiões intersticiais.
- Grupo da Fenaquite
  - Fenaquite
  - Willemite
- Grupo da Olivina
  - Forsterite
  - Faialite
- Grupo da Granada
  - Piropo
  - Almandina
  - Espessartite
  - Grossulária
  - Andradite
  - Uvarovite
  - Hidrogrossulária
- Grupo do Zircão
  - Zircão
  - Torite
- Grupo Al2SiO5
  - Andaluzita
  - Cianita
  - Silimanita
  - Dumortierita
  - Topázio
  - Estaurolita
- Grupo da Humita
- Datolita
- Titanita
- Cloritóide

## Sorossilicatos

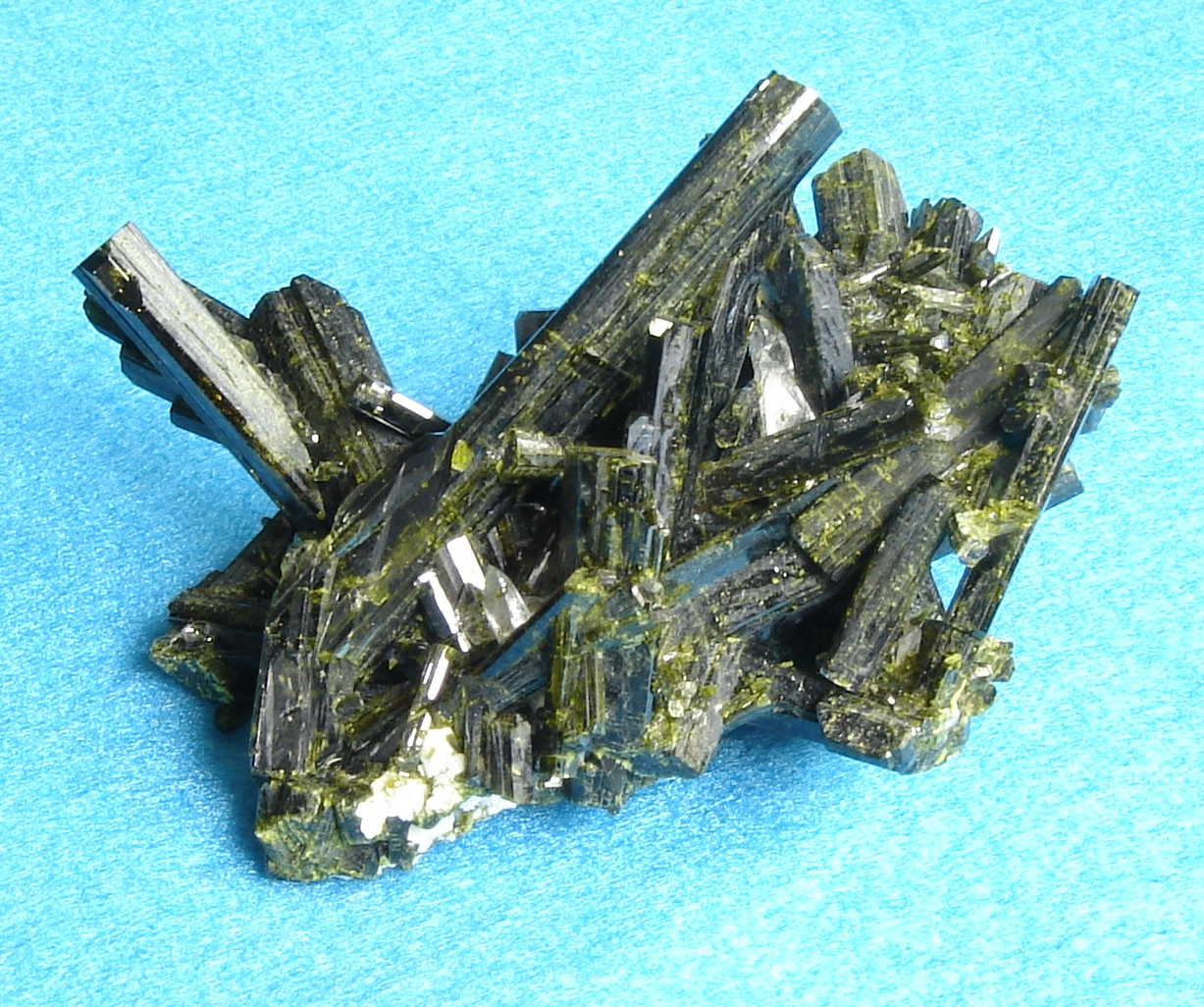
Epídoto

Os Sorossilicatos apresentam grupos isolados de duplos tetraedros com  Si2O7 ou um rácio de 2:7.
- Hemimorfita
- calamina
- Lawsonita
- Ilvaíte
- Grupo do Epídoto
  - Zoisite
  - Clinozoisite
  - Epídoto
  - Alanita
- Vesuvianita (idocrase)

## Ciclossilicatos

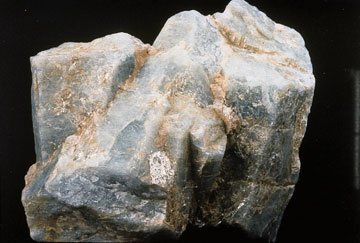
Berilo

Os Ciclossilicatos, ou silicatos em anel, apresentam tetraedros ligados com SixO3x ou um rácio de 1:3.
- Axinita
- Berilo
- Cordierita
- Turmalina

## Inossilicatos
Os Inossilicatos, ou silicatos de cadeia, apresentam cadeias interligadas de tetraedros de silicato com  SiO3, rácio 1:3 , para cadeias simples ou Si4O11, rácio 4:11, para as cadeias duplas. Sua categorização no sistema Nickel–Strunz é 0.9D. Exemplos incluem:

### Inossilicatos de cadeia simples
- Grupo da Piroxena

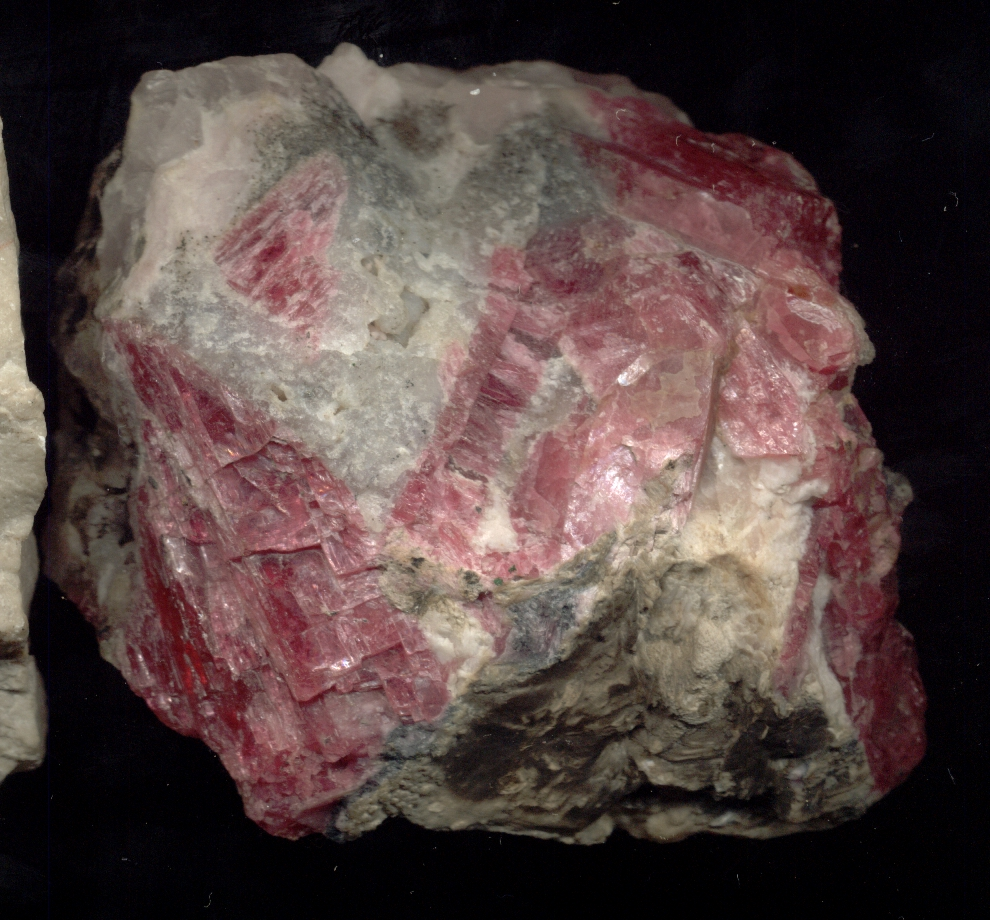
Rodonita

  - Enstatita - série da ortoferrosilita
    - Enstatita
    - Bro
    - Hiperstena
    - Clinohiperstena

  - Pigeonita
  - Série Diópsido - hedenbergita
    - Diópsido
    - Hedenbergita
    - Johannsenita
    - Augita

  - Série das piroxenas sódicas
    - Jadeíta
    - Onfacita
    - Acmita (aegirina)

  - Espodúmena
- Grupo dos piroxenóides
  - Wollastonita
  - Rodonita
  - Pectolita

### Inossilicatos de cadeia dupla

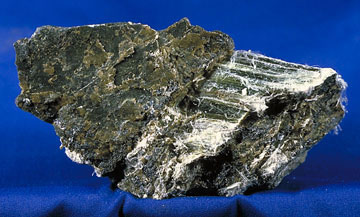
Crocidolita (Asbesto)

- Grupo da anfíbola
  - Antofilita
  - Série da Cummingtonita
    - Cummingtonita
    - Grunerita

  - Série da Tremolita
    - Tremolita
    - Actinolita

  - Horneblenda
  - Grupo das Anfíbolas sódicas
    - Glaucofano
    - Riebeckita
      - Crocidolita - asbesto

    - Arfvedsonita

## Filossilicatos

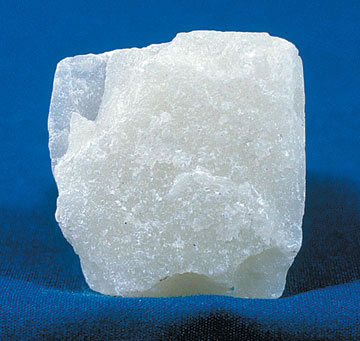
Talco

Os filossilicatos, ou silicatos em folha, formam folhas paralelas de tetraedros de silicato com Si2O5 ou um rácio de 2:5.
- Grupo da Serpentina
  - Antigorita
  - Crisótilo
- Minerais do grupo das argilas
  - Caulinita
  - Esmectita
    - Montmorillonita

  - Ilita
- Talco
- Pirofilita
- Grupo das micas
  - Moscovita
  - Flogopita
  - Biotita
  - Lepidolita
  - Margarita
- Grupo da clorita
- Apofilita
- Prehnita

## Tectossilicatos

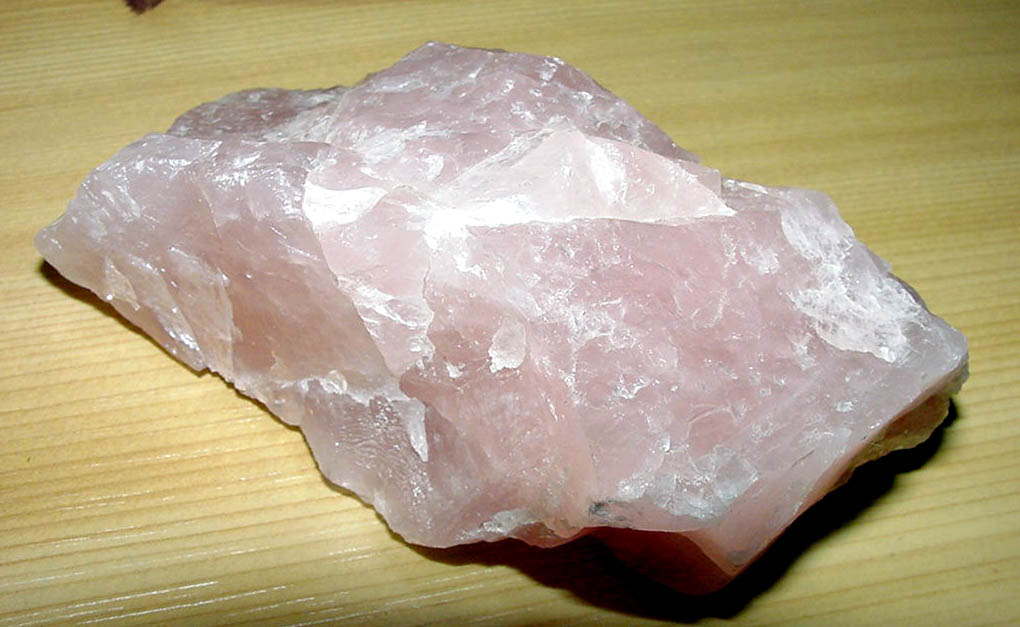
Quartzo rosa

Os Tectossilicatos, ou silicatos de armação, apresentam uma armação tridimensional de tetraedros de silicato com SiO2 ou um rácio de 1:2. É o maior dos grupos de silicatos, incluindo cerca de 75% dos materiais da crosta terrestre. 
- Grupo do quartzo
  - Quartzo
  - Tridimita
  - Cristobalita
- Grupo dos feldspatos
  - Feldspatos potássicos
    - Microclina
    - Ortoclase
    - Sanidina

  - Feldspatos da série da plagioclase
    - Albita
    - Oligoclase
    - Andesina
    - Labradorita
    - Bytownita
    - Anortita
- Grupo dos feldspatóides
  - Leucita
  - Nefelina
  - Sodalita
  - Lazurita
- Petalita
- Grupo da escapolita
  - Marialita
  - Meionita
- Analcima
- Grupo dos zeólitos
  - Natrolita
  - Chabazita
  - Heulandita
  - Estilbita